# Sophronica grisea
Sophronica grisea là một loài bọ cánh cứng trong họ Cerambycidae.